# Мост (шаблон)
Вижте пояснителната страница за други значения на Мост.
Мост (на английски: Bridge) е структурен шаблон за дизайн, който се използва в обектно-ориентираното програмиране.